# شبت (صربستان)
شبت (به صربی: Šebet) یک منطقهٔ مسکونی در صربستان است که در Gadžin Han واقع شده‌است.